# 北海道道976号西風連士別線
北海道道976号西風連士別線（ほっかいどうどう976ごう にしふうれんしべつせん）は、北海道名寄市と士別市を結ぶ一般道道（北海道道）である。

## 概要

### 路線データ
- 起点：北海道名寄市風連町西風連（北海道道729号朱鞠内風連線交点）
- 終点：北海道士別市西4条6丁目（国道239号・北海道道536号剣淵原野士別線交点）
- 総延長：13.999 km[1][注釈 1]
- 実延長：9.497 km[1][注釈 1]
- 重用延長：4.502 km[1][注釈 1]

### 道路管理者
- 上川総合振興局 旭川建設管理部 士別出張所

## 歴史
- 1979年（昭和54年）11月13日 - 路線認定[2]。

## 路線状況

### 重複区間
- 北海道道850号瑞生下士別線（士別市多寄町 - 士別市下士別町）

### 道路施設

#### 主な橋梁
- 日向橋（244 m、天塩川、士別市多寄町）
- 下北大橋（210 m、天塩川、士別市下士別町 - 士別市北町）

## 地理

### 通過する自治体
- 上川総合振興局
  - 名寄市
  - 士別市

### 交差する道路
名寄市
- 北海道道729号朱鞠内風連線 - 風連町西風連（起点）

士別市
- 北海道道850号瑞生下士別線- 多寄町、下士別町（重複）
- 北海道道536号剣淵原野士別線 - 西4条6丁目（終点）
- 国道239号 - 西4条6丁目（終点）

### 沿線にある施設など
士別市
- 日向温泉
- 士別市日向スキー場